# Liste der Mitglieder des Landtages des Saarlandes (13. Wahlperiode)

Sitzverteilung während der 13. Legislaturperiode

Der Landtag des Saarlandes für die dreizehnte Legislaturperiode wurde am 5. September 2004 auf fünf Jahre gewählt. Er hatte 51 Sitze, wovon zu Beginn der Wahlperiode 27 auf die CDU entfielen, 18 auf die SPD sowie je drei auf die FDP und die Grünen. Eine grüne Politikerin trat im August 2007 zu der Partei Die Linke über und saß für den Rest der Legislaturperiode als fraktionslose Abgeordnete im Landtag.

## Abgeordnete
| Mitglied des Landtages         | Lebensdaten | Partei | Wahlkreis   | Bemerkungen                                                   |
| ------------------------------ | ----------- | ------ | ----------- | ------------------------------------------------------------- |
| Monika Bachmann                | 1950        | CDU    | Saarlouis   | auf Mandat verzichtet                                         |
| Manfred Baldauf                | 1952        | FDP    | Landesliste |                                                               |
| Günter Becker                  | 1954        | CDU    | Neunkirchen |                                                               |
| Martin Becker                  | 1960        | SPD    | Saarbrücken | nachgerückt für Peter Gillo                                   |
| Reiner Braun                   | 1948        | SPD    | Landesliste |                                                               |
| Ulrich Commerçon               | 1968        | SPD    | Saarbrücken |                                                               |
| Alexander Funk                 | 1974        | CDU    | Landesliste |                                                               |
| Markus Gestier                 | 1962        | CDU    | Neunkirchen | nachgerückt für Klaus Roth                                    |
| Florian Gillen                 | 1982        | CDU    | Neunkirchen | nachgerückt am 29. August 2007 für Peter Hans                 |
| Peter Gillo                    | 1957        | SPD    | Saarbrücken | ausgeschieden zum 14. August 2009                             |
| Peter Hans                     | 1950–2007   | CDU    | Neunkirchen | Fraktionsvorsitzender; † 27. Juli 2007                        |
| Christoph Hartmann             | 1972        | FDP    | Landesliste |                                                               |
| Dagmar Heib                    | 1963        | CDU    | Saarlouis   | nachgerückt für Monika Bachmann                               |
| Anke Heimes                    | 1957        | CDU    | Neunkirchen |                                                               |
| Günter Heinrich                | 1957        | CDU    | Saarlouis   |                                                               |
| Roland Henz                    | 1949–2017   | SPD    | Saarlouis   | ausgeschieden zum 31. Dezember 2004                           |
| Sabine Hennrich                | 1962        | CDU    | Saarbrücken |                                                               |
| Cornelia Hoffmann-Bethscheider | 1968        | SPD    | Landesliste |                                                               |
| Peter Jacoby                   | 1951        | CDU    | Saarbrücken |                                                               |
| Karl-Josef Jochem              | 1952–2024   | FDP    | Landesliste |                                                               |
| Reinhold Jost                  | 1966        | SPD    | Saarlouis   | nachgerückt für Roland Henz                                   |
| Georg Jungmann                 | 1956        | CDU    | Saarlouis   | stellvertretender Fraktionsvorsitzender                       |
| Martin Karren                  | 1962        | CDU    | Saarbrücken | Beisitzer im Vorstand                                         |
| Gisela Kolb                    | 1957        | SPD    | Neunkirchen |                                                               |
| Annegret Kramp-Karrenbauer     | 1962        | CDU    | Landesliste |                                                               |
| Helma Kuhn-Theis               | 1953        | CDU    | Saarlouis   | stellvertretende Fraktionsvorsitzende                         |
| Silke Kohl                     | 1971        | CDU    | Neunkirchen | nachgerückt für Hermann-Josef Scharf                          |
| Edmund Kütten                  | 1948        | CDU    | Saarlouis   |                                                               |
| Armin Lang                     | 1947        | SPD    | Neunkirchen |                                                               |
| Carmen Lallemand-Sauder        | 1953        | SPD    | Saarbrücken | nachgerückt für Karin Lawall                                  |
| Karin Lawall                   | 1949        | SPD    | Saarbrücken | ausgeschieden zum 1. Februar 2008                             |
| Hans Ley                       | 1954–2015   | CDU    | Neunkirchen | Mitglied im Fraktionsvorstand                                 |
| Heiko Maas                     | 1966        | SPD    | Landesliste |                                                               |
| Klaus Meiser                   | 1954        | CDU    | Saarbrücken | stellvertretender Fraktionsvorsitzender                       |
| Heidrun Möller                 | 1945        | SPD    | Neunkirchen |                                                               |
| Nadine Müller                  | 1983        | CDU    | Neunkirchen | nachgerückt für Gaby Schäfer                                  |
| Peter Müller                   | 1955        | CDU    | Landesliste |                                                               |
| Stefan Pauluhn                 | 1962        | SPD    | Neunkirchen |                                                               |
| Karl Rauber                    | 1952        | CDU    | Neunkirchen |                                                               |
| Anke Rehlinger                 | 1976        | SPD    | Saarlouis   |                                                               |
| Isolde Ries                    | 1956        | SPD    | Saarbrücken |                                                               |
| Gisela Rink                    | 1951        | CDU    | Saarbrücken | Beisitzerin im Vorstand                                       |
| Eugen Roth                     | 1957        | SPD    | Neunkirchen |                                                               |
| Klaus Roth                     | 1963        | CDU    | Neunkirchen |                                                               |
| Gaby Schäfer                   | 1957        | CDU    | Neunkirchen | auf Mandat verzichtet                                         |
| Hermann-Josef Scharf           | 1961        | CDU    | Neunkirchen | ausgeschieden am 1. Januar 2006                               |
| Petra Scherer                  | 1970        | SPD    | Saarlouis   |                                                               |
| Michael Schley                 | 1974        | CDU    | Neunkirchen | nachgerückt für Alfons Vogtel                                 |
| Volker Schmidt                 | 1957        | SPD    | Saarbrücken |                                                               |
| Thomas Schmitt                 | 1973        | CDU    | Saarlouis   |                                                               |
| Jürgen Schreier                | 1948        | CDU    | Saarlouis   | Fraktionsvorsitzender ab 21. August 2007                      |
| Barbara Spaniol                | 1963        | GRÜNE  | Neunkirchen | ab 7. August 2007 fraktionslos wg. Übertritts zur Linkspartei |
| Hans Georg Stritter            | 1949–2024   | SPD    | Saarlouis   |                                                               |
| Stephan Toscani                | 1967        | CDU    | Neunkirchen | parlamentarischer Geschäftsführer                             |
| Hubert Ulrich                  | 1957        | GRÜNE  | Landesliste |                                                               |
| Alfons Vogtel                  | 1952–2022   | CDU    | Neunkirchen | Mitglied im Fraktionsvorstand; ausgeschieden im April 2007    |
| Anja Wagner                    | 1974        | CDU    | Saarbrücken |                                                               |
| Günter Waluga                  | 1954        | SPD    | Neunkirchen |                                                               |
| Bernd Wegner                   | 1957        | CDU    | Saarbrücken |                                                               |
| Claudia Willger                | 1961        | GRÜNE  | Saarbrücken |                                                               |